# Monzambano
Monzambano é uma comuna italiana da região da Lombardia, província de Mântua, com cerca de 4.545 habitantes. Estende-se por uma área de 29 km², tendo uma densidade populacional de 157 hab/km². Faz fronteira com Cavriana, Ponti sul Mincio, Pozzolengo (BS), Valeggio sul Mincio (VR), Volta Mantovana.
Pertence à rede das aldeias mais bonitas de Itália.

## Demografia
| Variação demográfica do município entre 1861 e 2011                               |
|                                                                                   |
| Fonte: Istituto Nazionale di Statistica (ISTAT) - Elaboração gráfica da Wikipedia |